# Xiao Hong
Dans ce nom chinois, le nom de famille, Zhang, précède le nom personnel.
Pour les articles homonymes, voir Zhang.
Xiao Hong (萧红), de son vrai nom Zhang Naiying (张乃莹), née à Hulan (Heilongjiang, en Mandchourie) le 2 juin 1911 et morte le 22 janvier 1942, est une femme de lettres chinoise dans la République de Chine.

## Biographie
Issue d’une famille de propriétaires terriens, elle passe une enfance triste sous la houlette d’un père autoritaire. Durant ses études, elle lit les œuvres de Lu Xun, Bing Xin et d’écrivains modernes occidentaux qui l’influencent notamment au niveau de la question sociale. En 1930, ses parents la forcent à arrêter ses études et concluent un mariage arrangé qu’elle refuse. Sous peine d’être enterrée vivante par son père, elle s’enfuit avec un homme à Pékin, mais elle découvre qu’il est marié. Elle s’inscrit alors à l’École normale supérieure des filles de Pékin et vit à l’hôtel avec l’homme à qui ses parents avaient promis sa main, mais celui-ci finit par l’abandonner, enceinte.
Plus tard, elle fait la connaissance de Xiao Jun, un jeune écrivain, et accouche d’une fille qu’elle doit abandonner. Xiao Jun et Xiao Hong retournent à Harbin et en 1933, ils publient une collection de petites nouvelles nommée L'Acheminement. En 1934, ils  quittent la ville de Harbin occupée par les Japonais et s’enfuient à Shanghai où elle écrit sa célèbre nouvelle Terre de vie et de mort à l’âge de 24 ans. Elle rencontre alors Lu Xun qui préface l’année suivante sa nouvelle et la fait publier à Shanghai. Puis, après avoir publié à Shanghai Sur la charrette  et Les Mains, elle se rend au Japon en 1936 pour se faire soigner de la tuberculose. Elle y achève d’écrire La Femme du soldat et retourne à Shanghai en 1937, jusqu’à ce que la ville tombe aux mains des Japonais, puis part pour Wuhan où elle fait la connaissance de Ding Ling. Elle se sépare alors de Xiao Jun et s’en va à Xi’an. En 1938, il lui reste encore quatre années difficiles et solitaires à vivre. À nouveau enceinte d’un enfant qu’elle perdra en couche, elle écrit Les Contes de la rivière Hulan (publiés en 1940) dans lesquels elle dénonce les coutumes traditionnelles sans aucune complaisance ni détour et décide de partir pour Hong Kong. Elle y écrit Ma Bole et Mars dans la petite cité. Comme son état de santé ne s’améliore pas, elle est admise en 1941 à l’hôpital Sanatorium de Happy Valley, où elle meurt en 1942 à la suite d'une erreur de diagnostic, âgée de 31 ans.

## Liste des œuvres
- 1933 : Bashe (L'Acheminement), nouvelles et essais, avec Xiao Jun
- Sheng si chang (Terre de vie et de mort), roman
- 1936 : Niucheshang (Sur la charette), nouvelles
- 1936 : Qiao (Le Pont), nouvelles
- 1937 : Shangshijie (La Rue commerciale)
- Huiyi Luxun Xiangshen (Souvenirs de M. Lu Xun)
- Xiaohong sanwen (Prose de Xiao Hong)
- Ma Bole
- 1942 : Hulanhe zhuan (Contes de la rivière Hulan)

## Traductions
- Des âmes simples, nouvelles, Arléa,  (ISBN 2869592396)
- Nouvelles, Librairie You-Feng,  (ISBN 2842791517)
- Terre de vie et de mort, Pékin, Littérature Chinoise, collection « Panda »
- Contes de la rivière Hulan, roman, Librairie You-Feng
- (en) Xiao Hong, « A Remembrance of Lu Xun » (Translated by Howard Goldblatt), Renditions, numéro 15, 1981 [lire en ligne]
- Souvenirs de Hulan He (illustré par Hou Guoliang ; traduit du chinois par Grégory Mardaga), Bordeaux, Editions de la Cerise, 2019

## Cinéma
- Falling Flowers (2013), un film de Huo Jianqi ;
- The Golden Era (2014) est un film de Ann Hui racontant la vie de Xiao Hong, avec Tang Wei dans le rôle de l'écrivaine.